# Alla Kazanskaïa
Pour les articles homonymes, voir Kazanskaïa.
Alla Kazanskaïa (en russe : Алла Александровна Казанская, Alla Aleksandrovna Kazanskaïa), née le 15 juin 1920 en Union soviétique et morte à Moscou le 25 juin 2008 , est une comédienne soviétique puis russe.

## Biographie
Alla Kazanskaïa naît le 15 juin 1920. Elle intègre l'atelier du théâtre Vakhtangov dès l'âge de 15 ans, puis suit la formation de l'École théâtrale Boris Chtchoukine dont elle sort diplômée en 1939. Elle commence sa carrière un an auparavant, en 1938, dans la troupe du théâtre Vakhtangov où elle exerce jusqu'en 2008,.
En 1941 Aram Khatchatourian lui dédie la valse de la musique de scène composée pour la pièce de Mikhaïl Lermontov, Mascarade, dans laquelle elle interprète le rôle de Nina. Pendant 70 ans elle joue la comédie légère aussi bien que le drame ou la romance. Elle interprète Maïakovski, Tolstoï, Gorki, Ostrovski mais aussi Shakespeare (Béatrice dans Beaucoup de bruit pour rien) ou Edmond Rostand (Roxane dans Cyrano de Bergerac)... Nommée Artiste du peuple de la Russie en 1971, elle est lauréate en 2007 du Turandot de cristal de la meilleure actrice, la plus haute récompense théâtrale russe, pour son interprétation du rôle de Mag Folan dans la pièce The Beauty Queen of Leenane de Martin McDonagh,.
Son apparition la plus notable au cinéma, où elle joue peu, est son rôle de Lidia Stepanovna dans le film de Nikita Mikhalkov Soleil trompeur en 1994,.
Elle enseigne à l'Institut d'art dramatique Boris Chtchoukine où elle est un professeur réputé et a notamment pour élèves Sergueï Makovetski, Vladimir Simonov (en), Alekseï Kravtchenko, Grigori Siyatvinda, Lioudmila Nilskaïa, Andreï Fomine ou Ioulia Rutberg,.
Elle est l'épouse du réalisateur Boris Barnet. Leur fille Olga Barnet est également actrice,.
En 2007, elle reçoit un Turandot de cristal du meilleur rôle féminin, pour le rôle de mère dans l'adaptation de la pièce Reine de beauté de Martin McDonagh au théâtre Vakhtangov,.
Morte à Moscou le 25 juin 2008, elle est enterrée au cimetière de Novodevitchi,.

## Distinctions
- Artiste émérite de la RSFSR : 1960
- Artiste du peuple de la RSFSR : 1971
- Ordre de l'Honneur : 1996

## Filmographie
- 1950 : Un été généreux réalisé par Boris Barnet : une zoologiste
- 1994 : Soleil trompeur (Утомлённые солнцем) de Nikita Mikhalkov : Lydia Stepanovna
- 1995 : Au coin des Patriarchie (ru) (На углу, у Патриарших), série télévisée de Vadim Derbeniov :
- 1997 : Le Saint (The Saint) de Phillip Noyce : vieille dame
- 2004 : Apocryphe musique pour Pierre et Paul (ru) (Апокриф: музыка для Петра и Павла) de Adel Al-Khadad (hy) : grand-mère
- 2005 : Adjudants de l'amour (ru) (Адъютанты любви), série télévisée : Anna Lopoukhina
- 2010 : Soleil trompeur 2 (Утомлённые солнцем 2: Предстояние) de Nikita Mikhalkov : Lydia Stepanovna